# Amphiprion
Amphiprion – rodzaj małych, morskich ryb okoniokształtnych z rodziny garbikowatych (Pomacentridae). Często hodowane w akwariach morskich. Znane pod nazwą błazenki, ryby klowny, ryby ukwiałowe (mianem błazenki określane są również gatunki z rodzaju Premnas).

## Zasięg występowania
Wody przybrzeżne, rafy koralowe mórz tropikalnych, Ocean Indyjski i Ocean Spokojny.

## Cechy charakterystyczne
- żyją w symbiozie z ukwiałami (symbioza fakultatywna)
- posiadają zdolność zmiany płci
- długość: od 3–30 cm
- rozmnażanie: jajorodne

### Symbioza z ukwiałem
W warunkach naturalnych błazenki żyją w symbiozie z niektórymi gatunkami ukwiałów, chroniąc się wśród ich macek. Macki te mają parzące właściwości. W zamian za ochronę, ryba broni ukwiał przed drapieżnikami, których pokarmem są właśnie te koralowce, a także zwabia inne ryby stanowiące pokarm ukwiałów. Błazenki usuwają nagromadzone resztki pokarmowe z całego ciała ukwiału. Do dziś do końca nie ma pewności, dlaczego błazenki nie reagują na parzące koralowce. Badania wykazały, że wydzielając specjalny śluz, ryby te nabywają odporność na parzydełka ukwiałów. Choroba lub poranienie ciała błazenka może wpłynąć na utratę śluzu, co finalnie często kończy się tym, że ukwiał, który do tej pory był schronieniem dla ryby, atakuje ją i zjada. W warunkach sztucznych tzn. akwariach błazenki często są trzymane bez ukwiała. Wówczas żyją bez schronienia albo w symbiozie z innymi koralowcami, np. Euphylią czy Sarcopythonem.

#### Ukwiały żyjące w symbiozie z przedstawicielami Amphiprion[2]
- Cryptodendrum adhaesivum
- Entacmaea quadricolor
- Heteractis aurora
- Heteractis crispa
- Heteractis magnifica
- Heteractis malu
- Macrodactyla doreensis
- Stichodactyla gigantea
- Stichodactyla haddoni
- Stichodactyla mertensii

## Zmienność płci
Błazenki rodzą się jako obojnaki (hermafrodyty), tzn. posiadają równocześnie narządy płciowe męskie i żeńskie. W obrębie jednej kolonii zamieszkującej jeden ukwiał, największy, najbardziej dominujący osobnik zawsze staje się dojrzałą płciowo samicą, a drugi co do wielkości samcem. Pozostałe mniejsze i podporządkowane pozostają w postaci bezpłciowej. Jeśli z jakiegoś powodu samica zginie, dojrzały samiec zmienia płeć i staje się samicą, a następna co do wielkości ryba dojrzewa płciowo i staje się samcem.

## Klasyfikacja
Gatunki zaliczane do tego rodzaju:
| - Amphiprion akallopisos - Amphiprion akindynos - Amphiprion allardi - Amphiprion barberi - Amphiprion bicinctus - Amphiprion chagosensis - Amphiprion chrysogaster - Amphiprion chrysopterus - Amphiprion clarkii - Amphiprion ephippium – amfiprion ognisty - Amphiprion frenatus – amfiprion pomidorowy - Amphiprion fuscocaudatus - Amphiprion latezonatus - Amphiprion latifasciatus - Amphiprion leucokranos | - Amphiprion mccullochi - Amphiprion melanopus – błazenek czarnopłetwy - Amphiprion nigripes – amfiprion malediwski - Amphiprion ocellaris – amfiprion plamisty, błazenek plamisty, błazenek okoniowy - Amphiprion omanensis - Amphiprion pacificus - Amphiprion percula – amfiprion, ryba ukwiałowa, błazenek - Amphiprion perideraion – amfiprion złoty - Amphiprion polymnus – amfiprion siodłowy - Amphiprion rubrocinctus – amfiprion czerwony - Amphiprion sandaracinos – amfiprion pomarańczowy - Amphiprion sebae - Amphiprion thiellei - Amphiprion tricinctus - Amphiprion tunicatus |

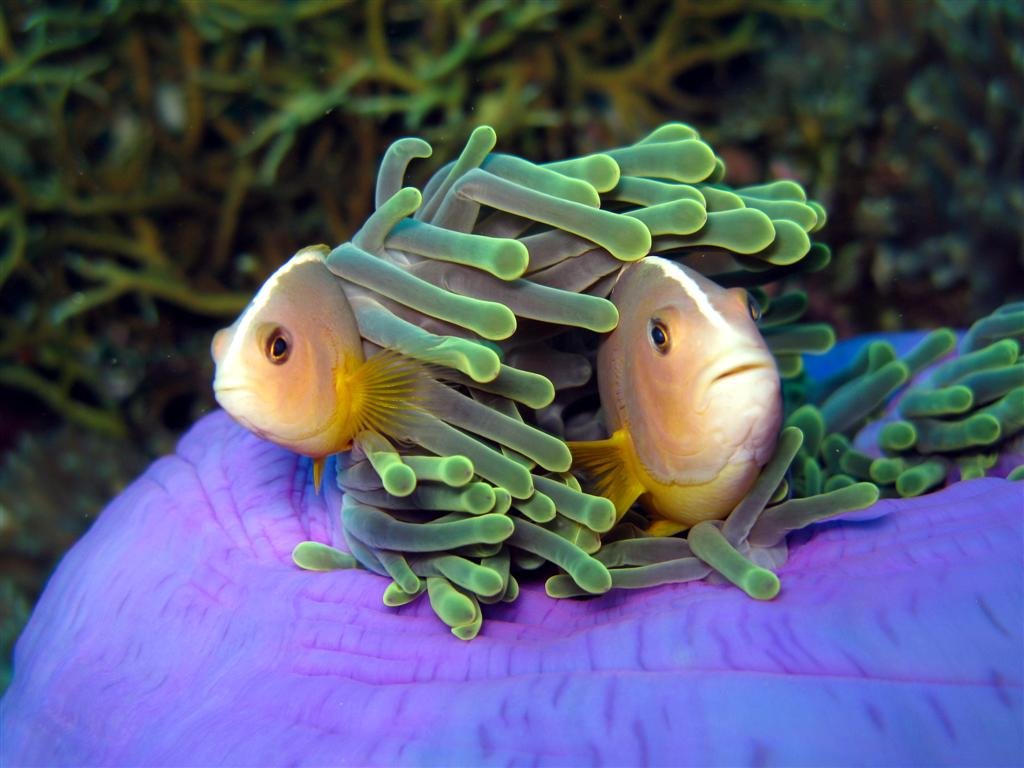
Amphiprion akallopisos
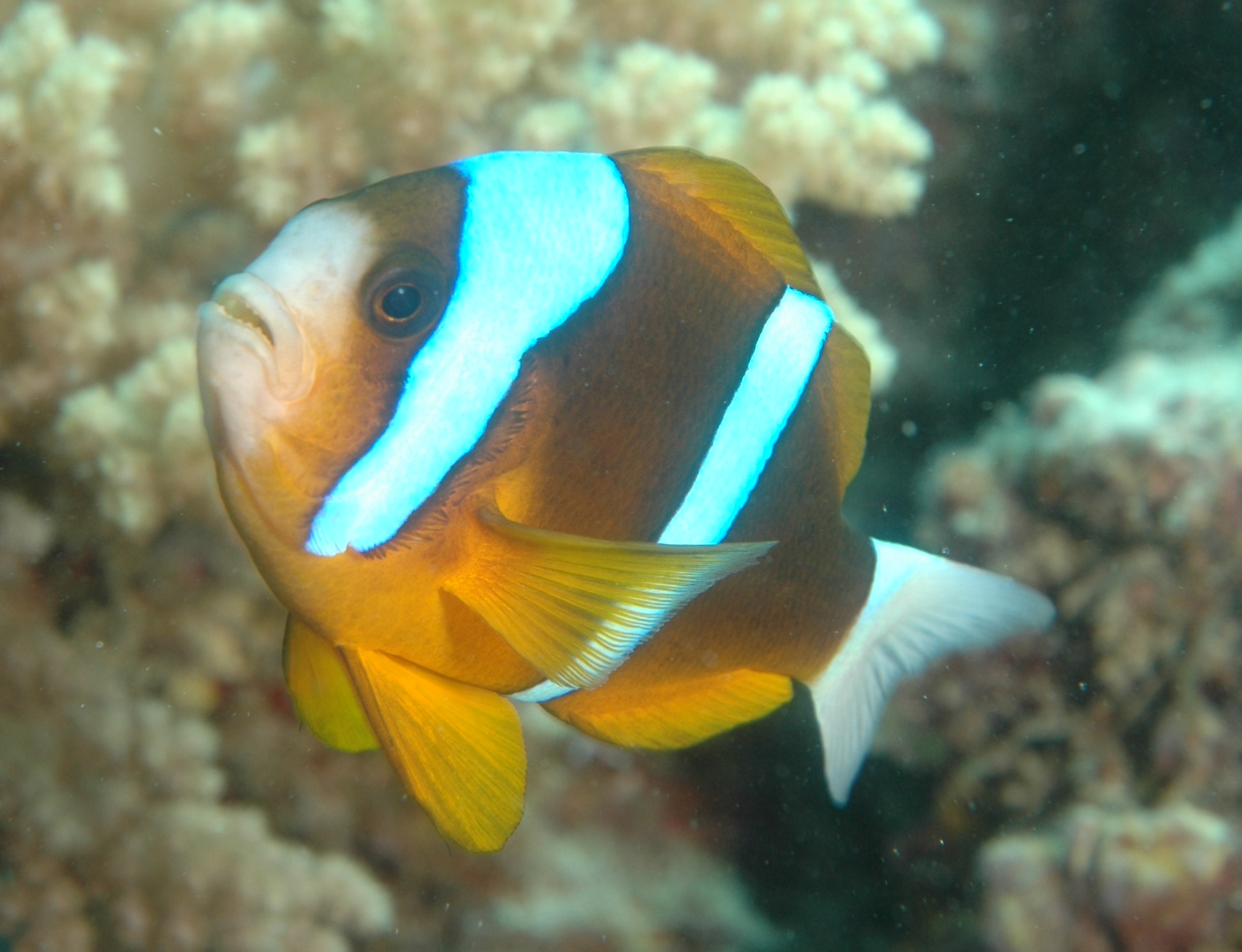
Amphiprion akindynos
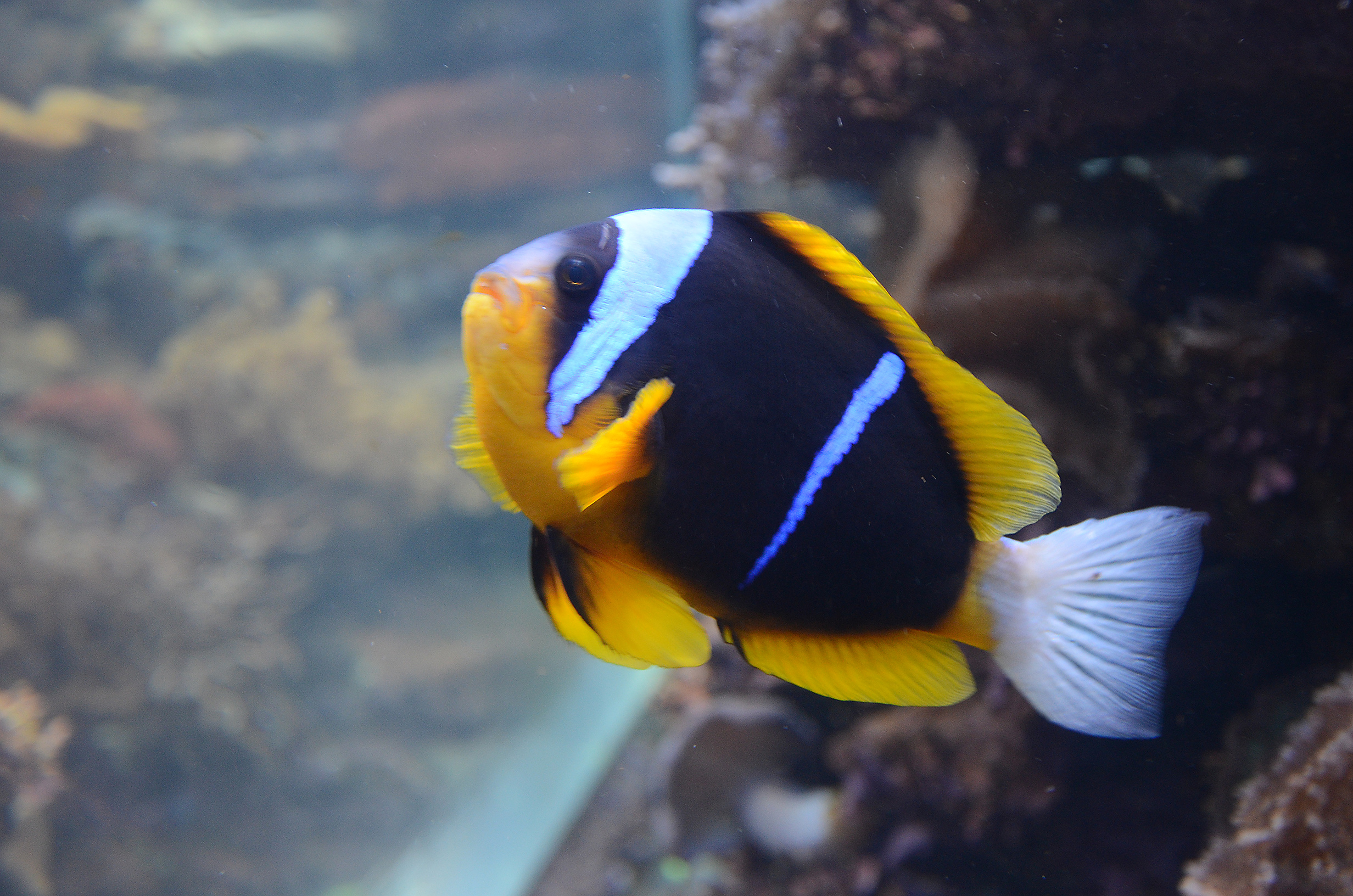
Amphiprion allardi
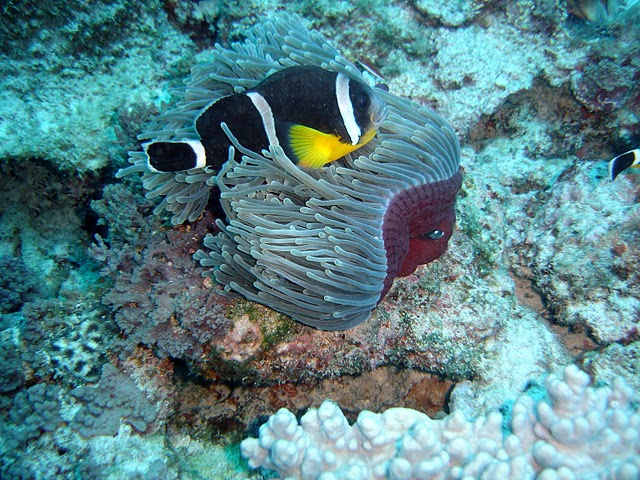
Amphiprion chrysogaster
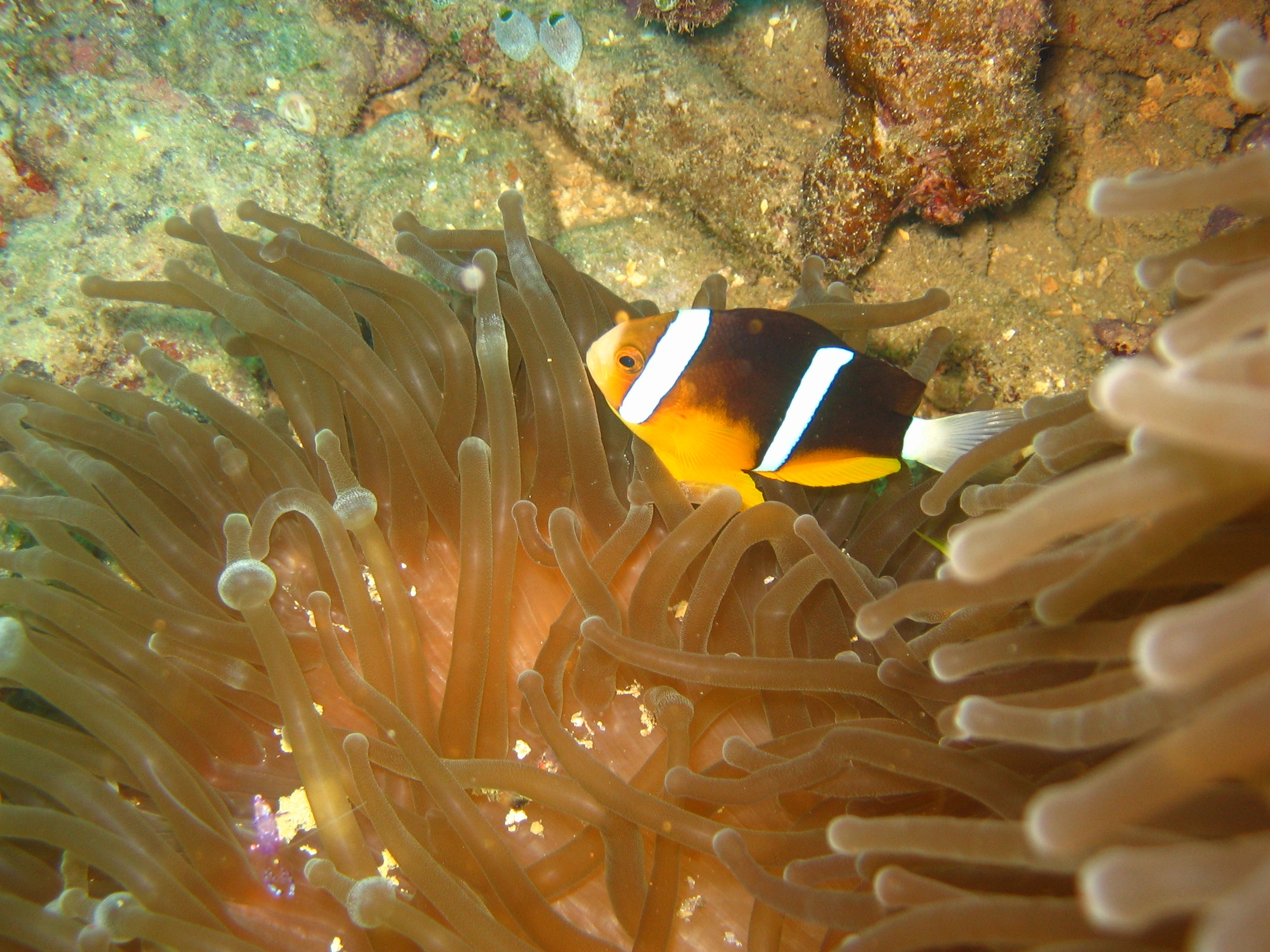
Amphiprion chrysopterus
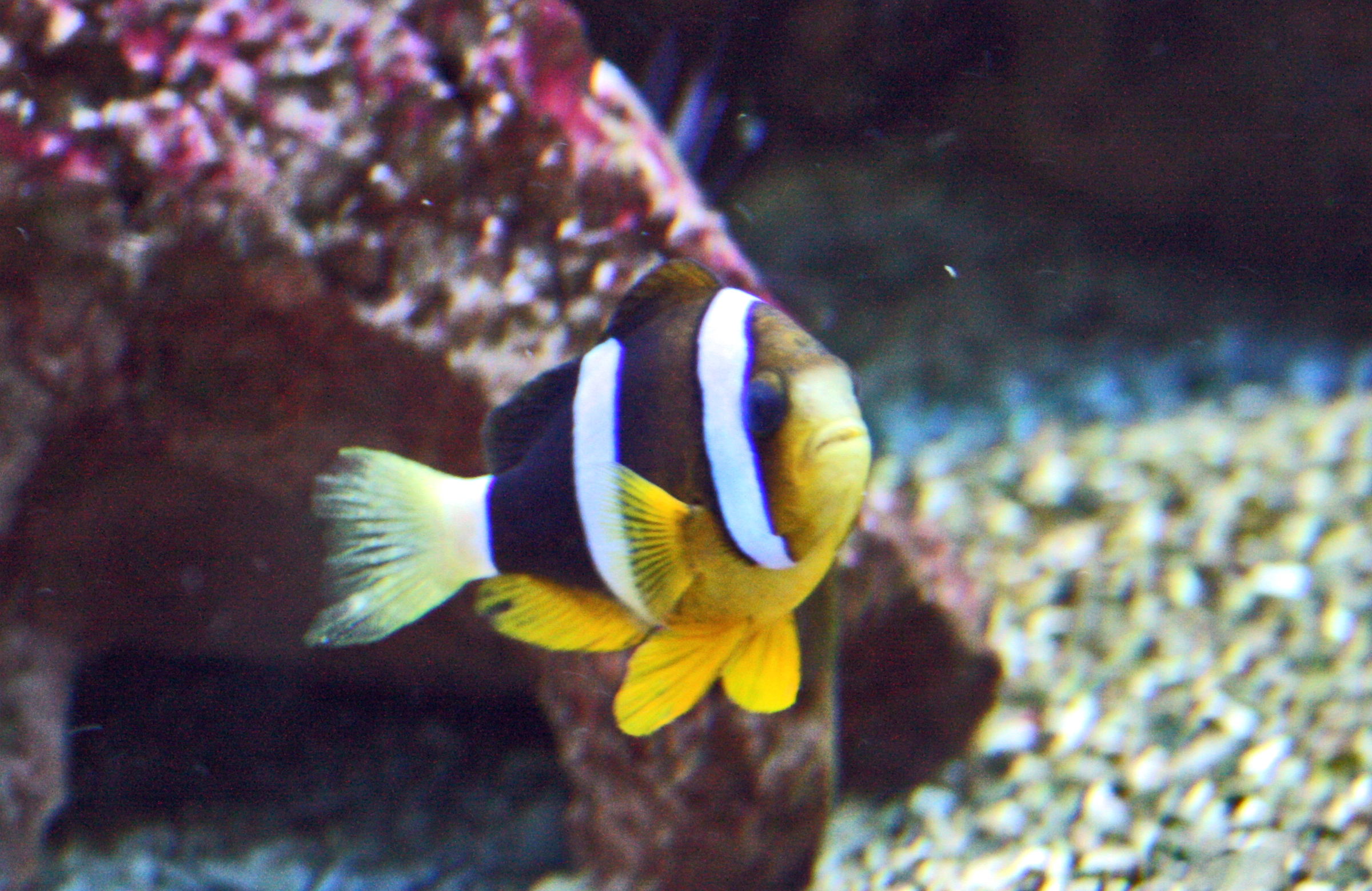
Amphiprion clarkii
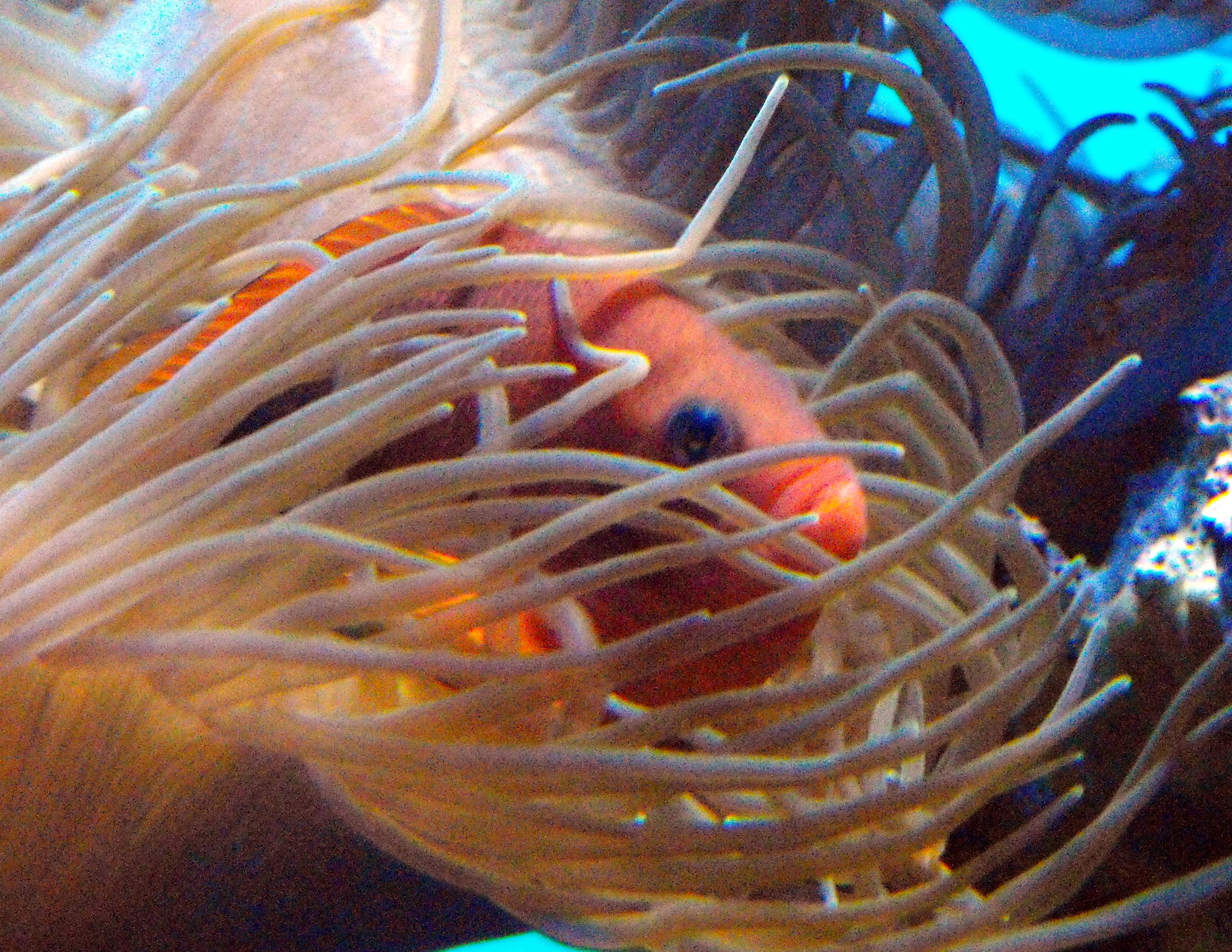
Amphiprion ephippium
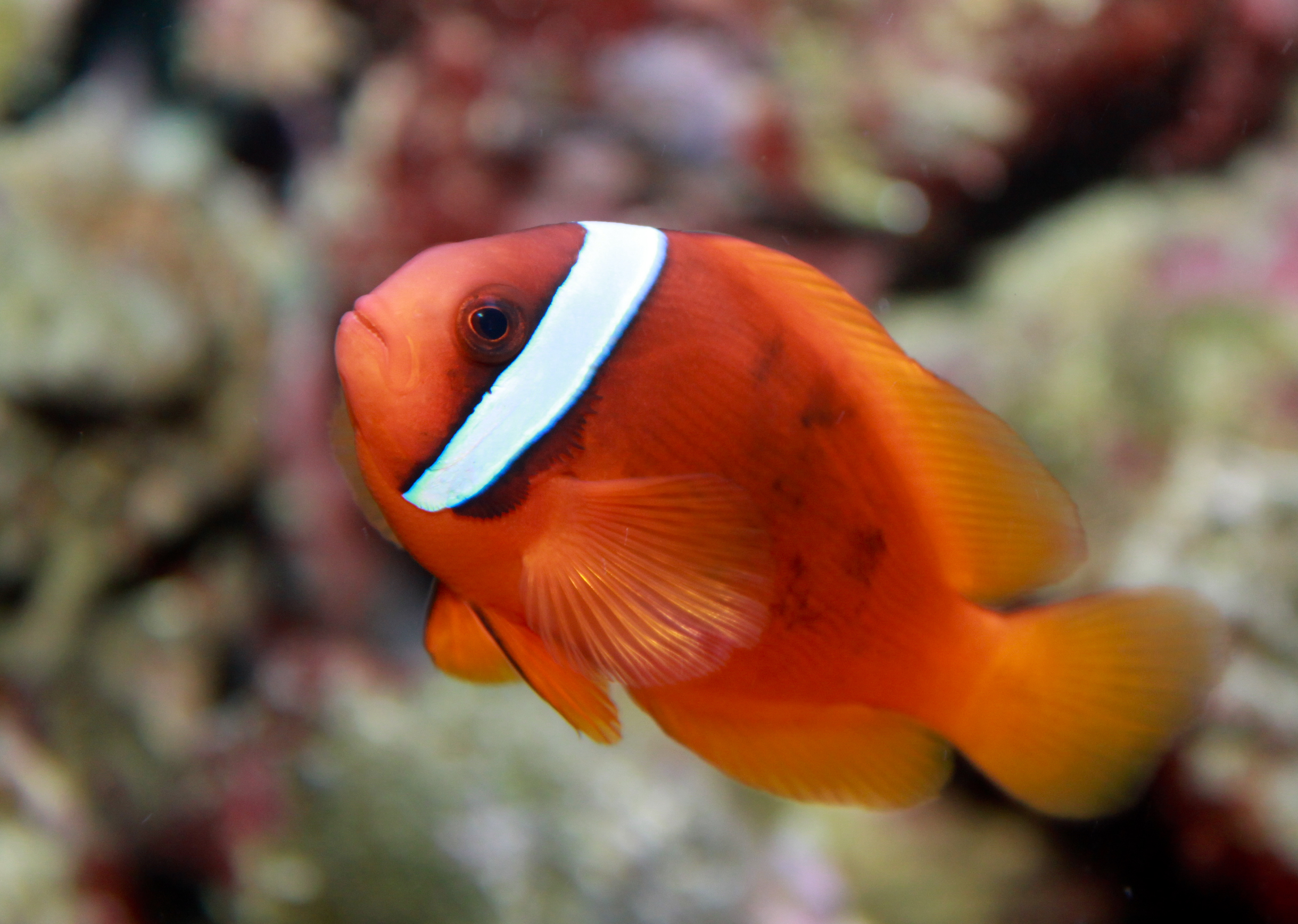
Amphiprion frenatus
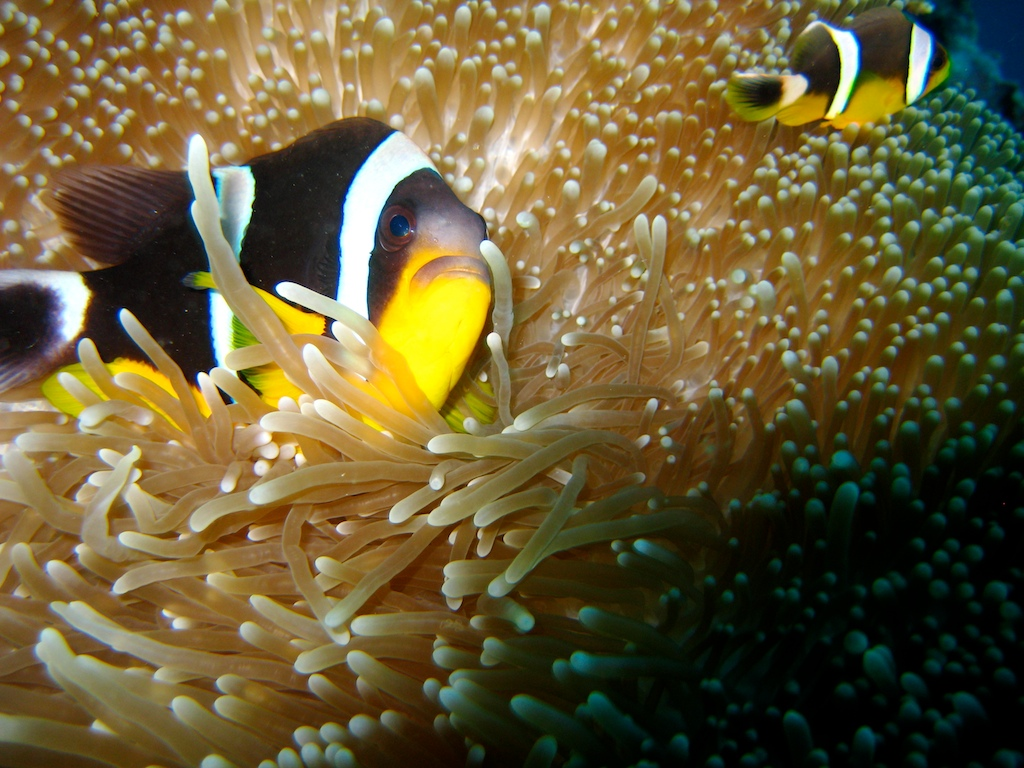
Amphiprion fuscocaudatus
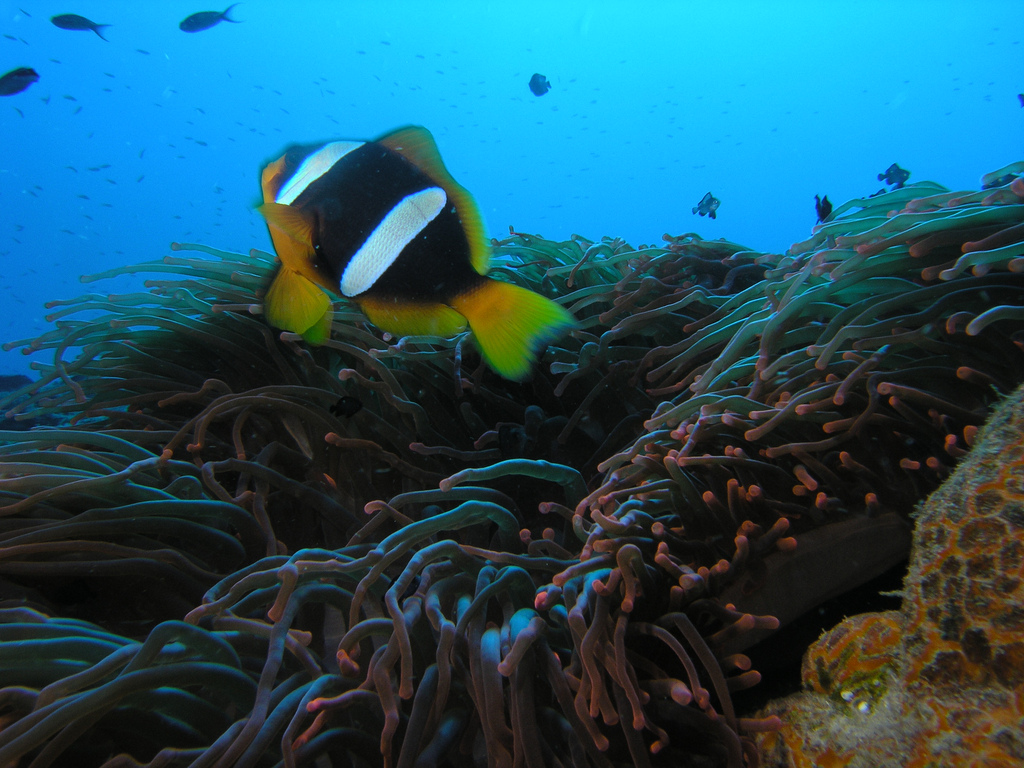
Amphiprion latifasciatus
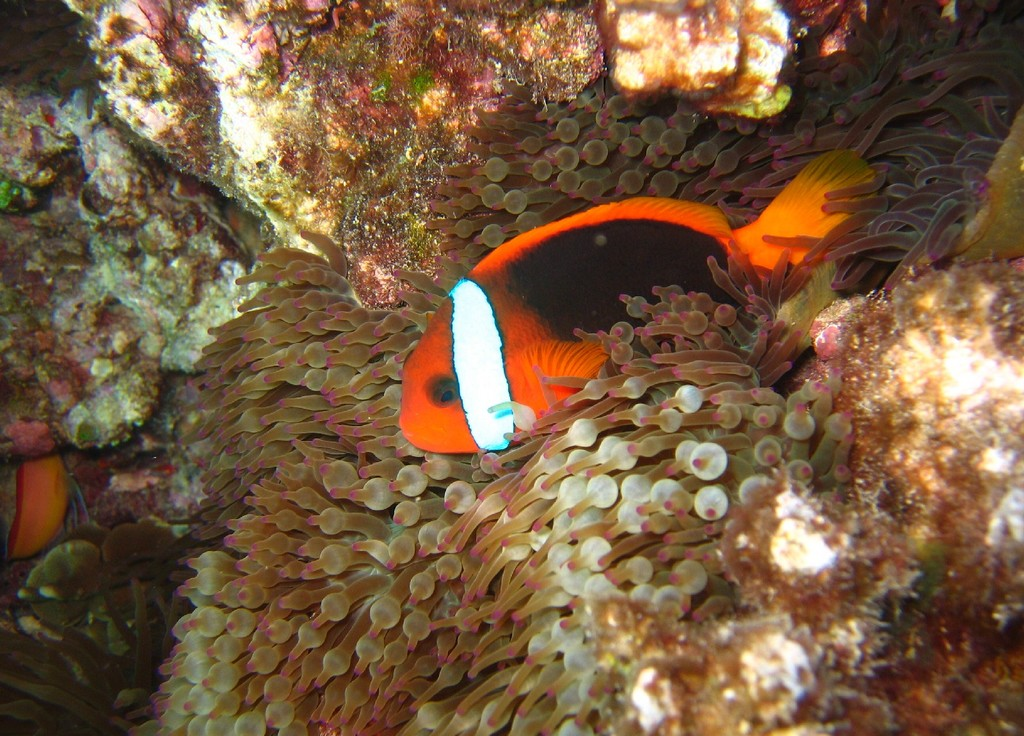
Amphiprion melanopus
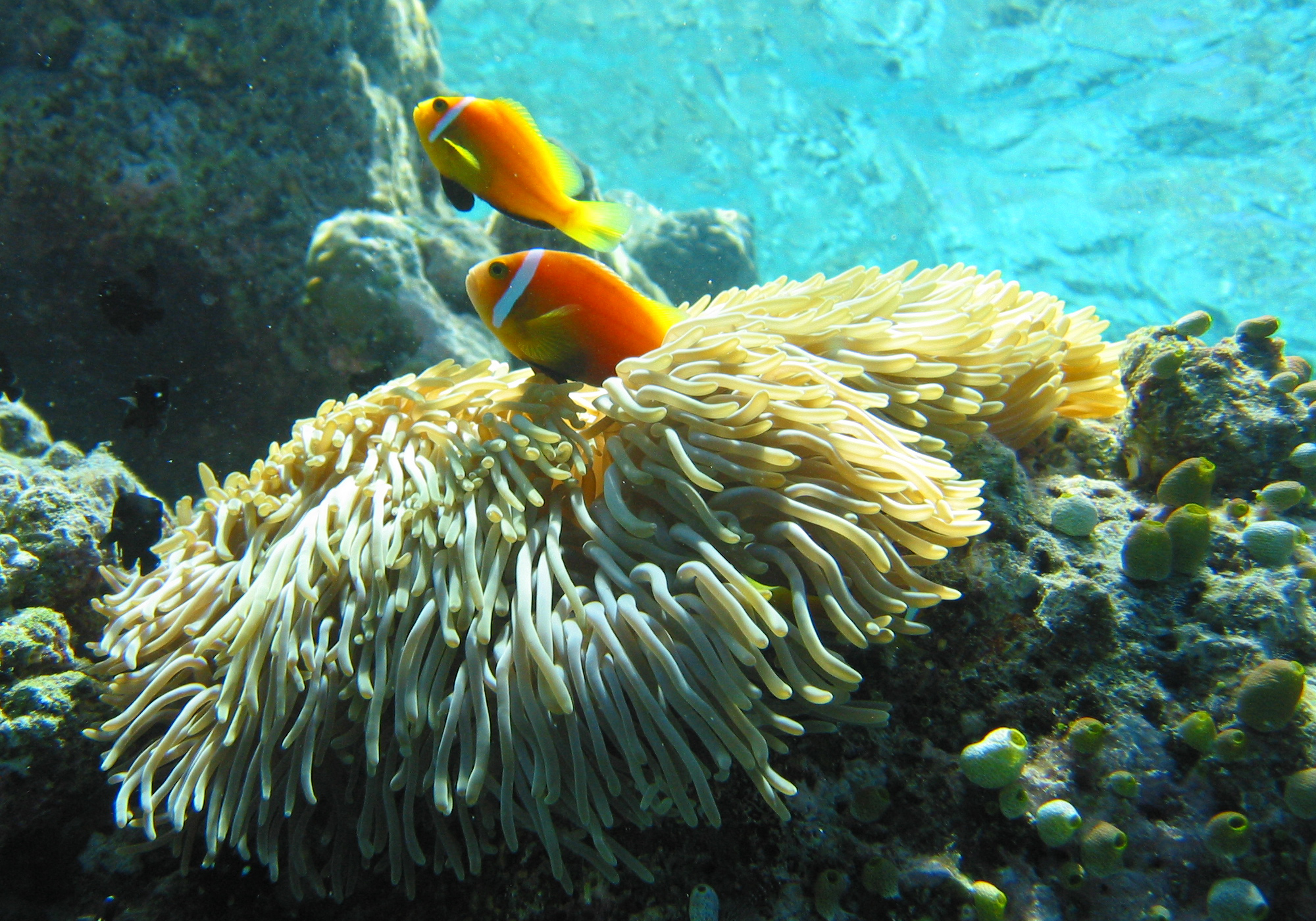
Amphiprion nigripes
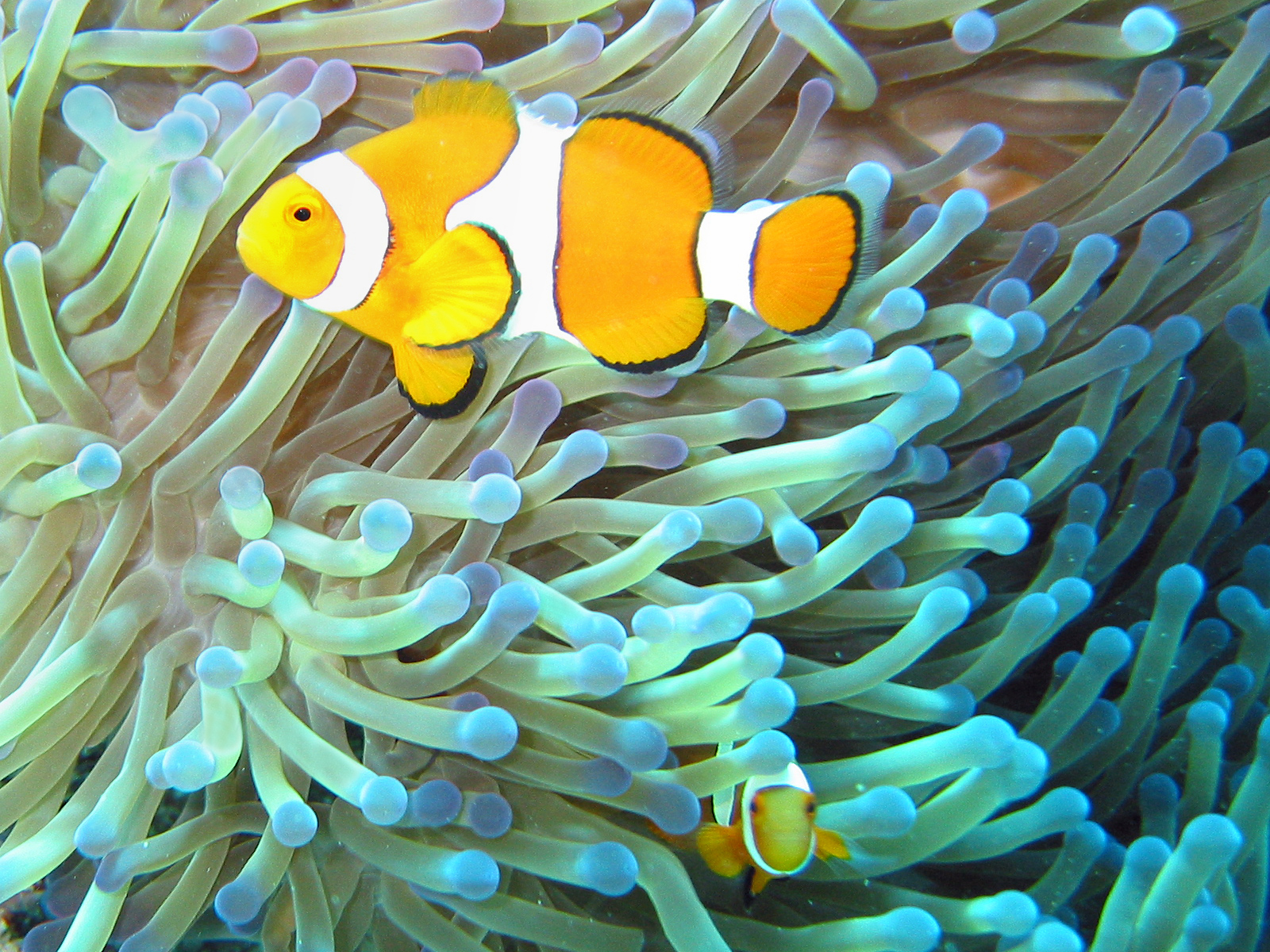
Amphiprion ocellaris
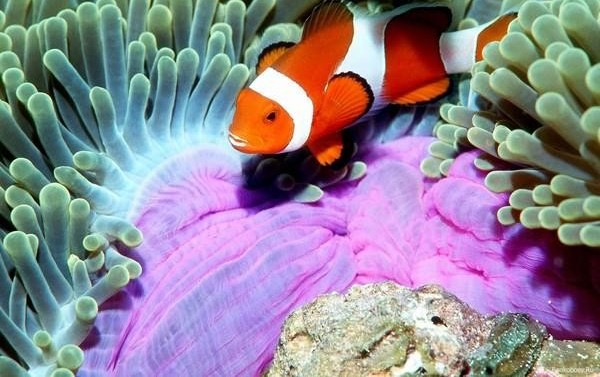
Amphiprion percula
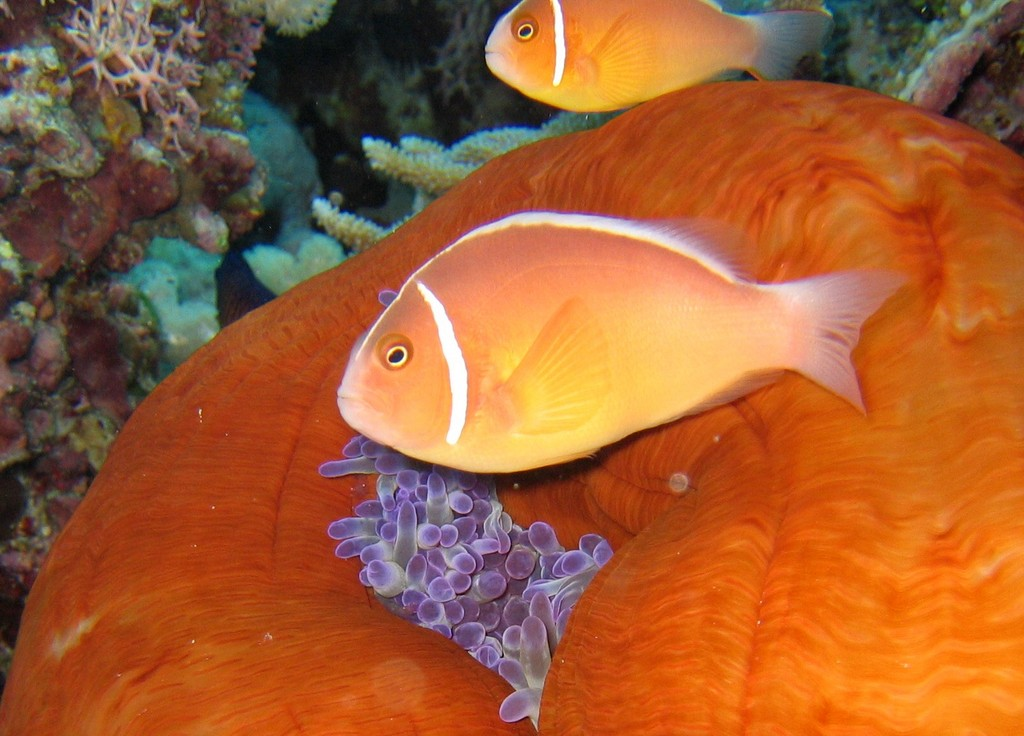
Amphiprion perideraion
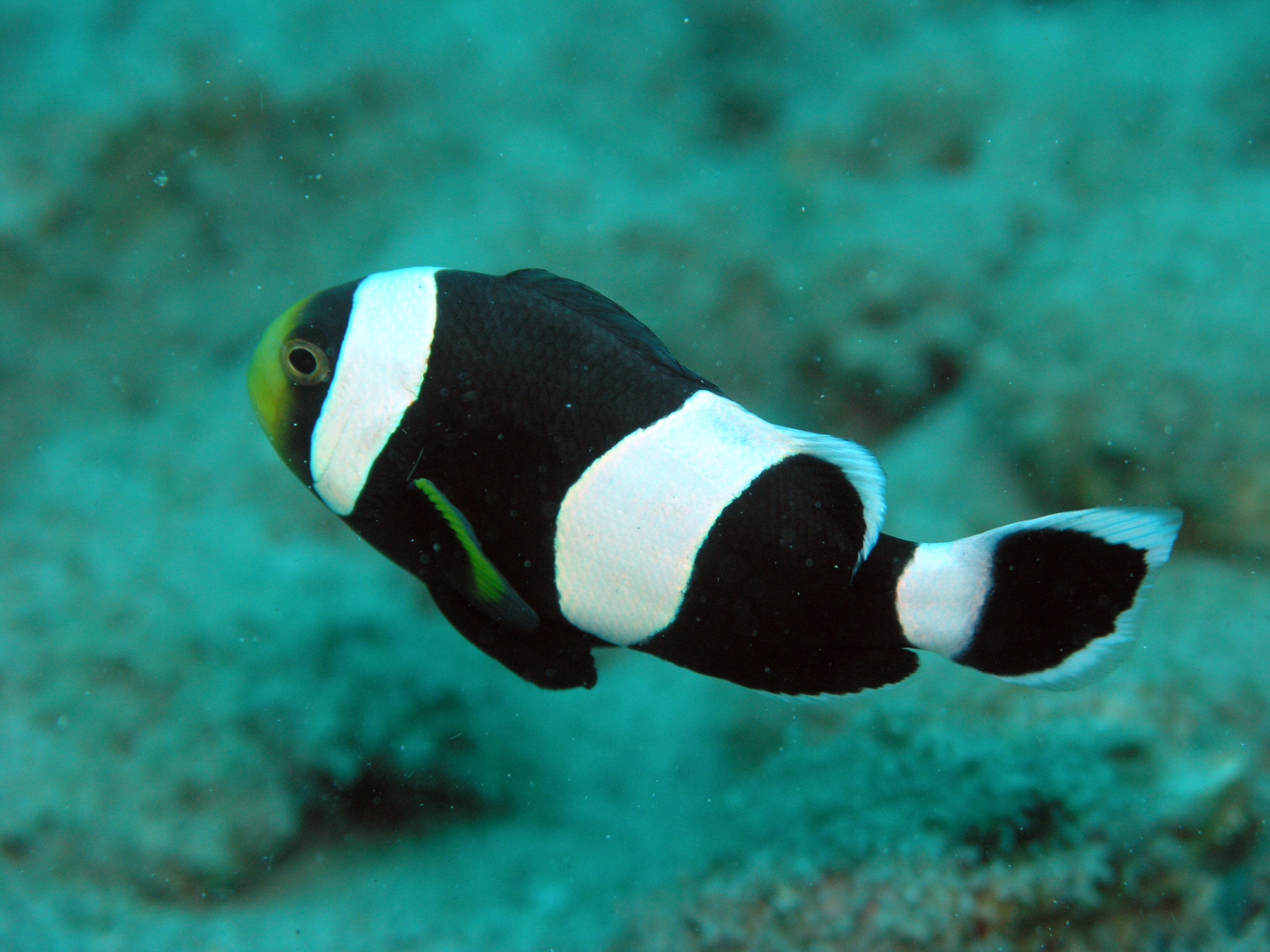
Amphiprion polymnus
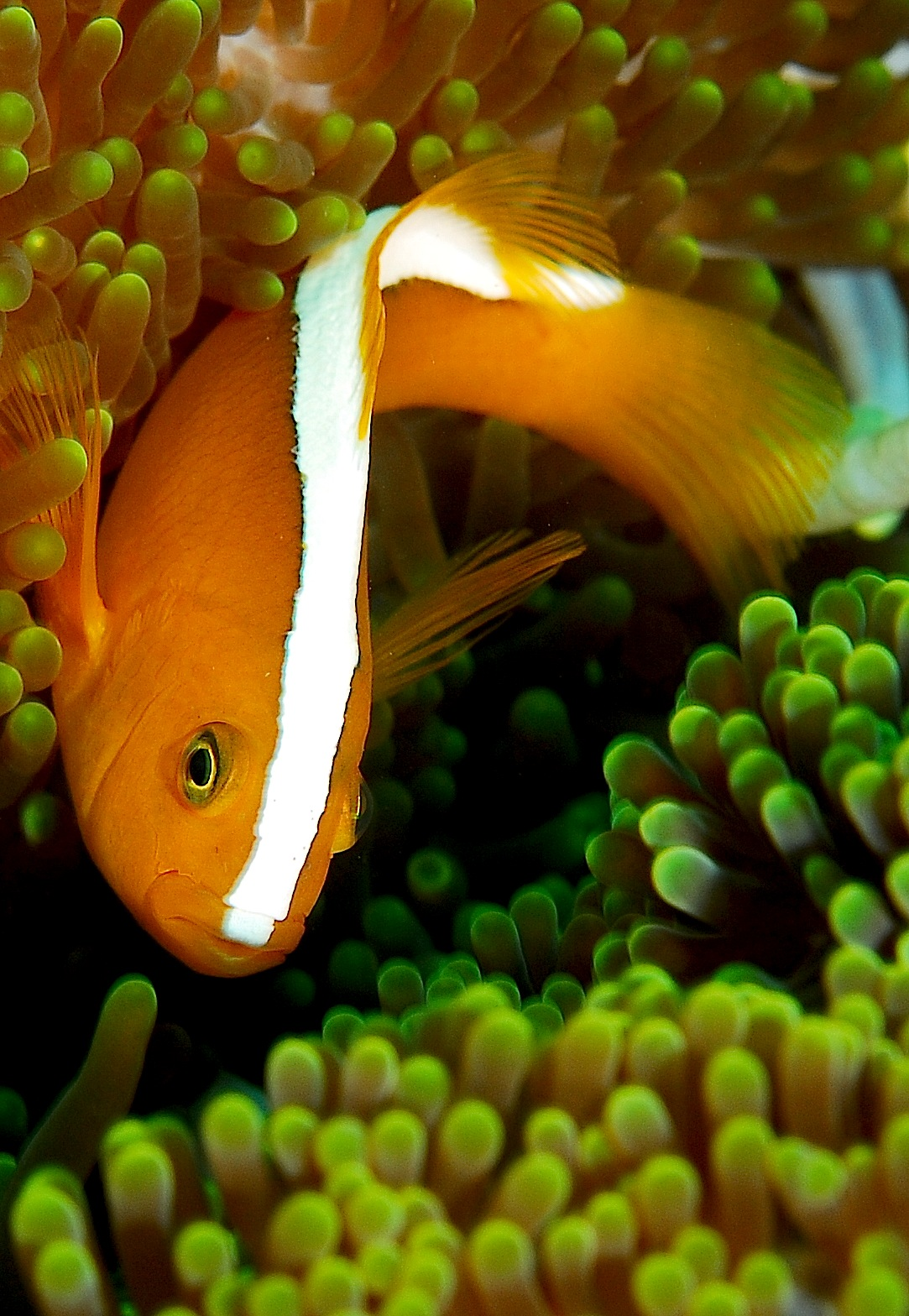
Amphiprion sandaracinos
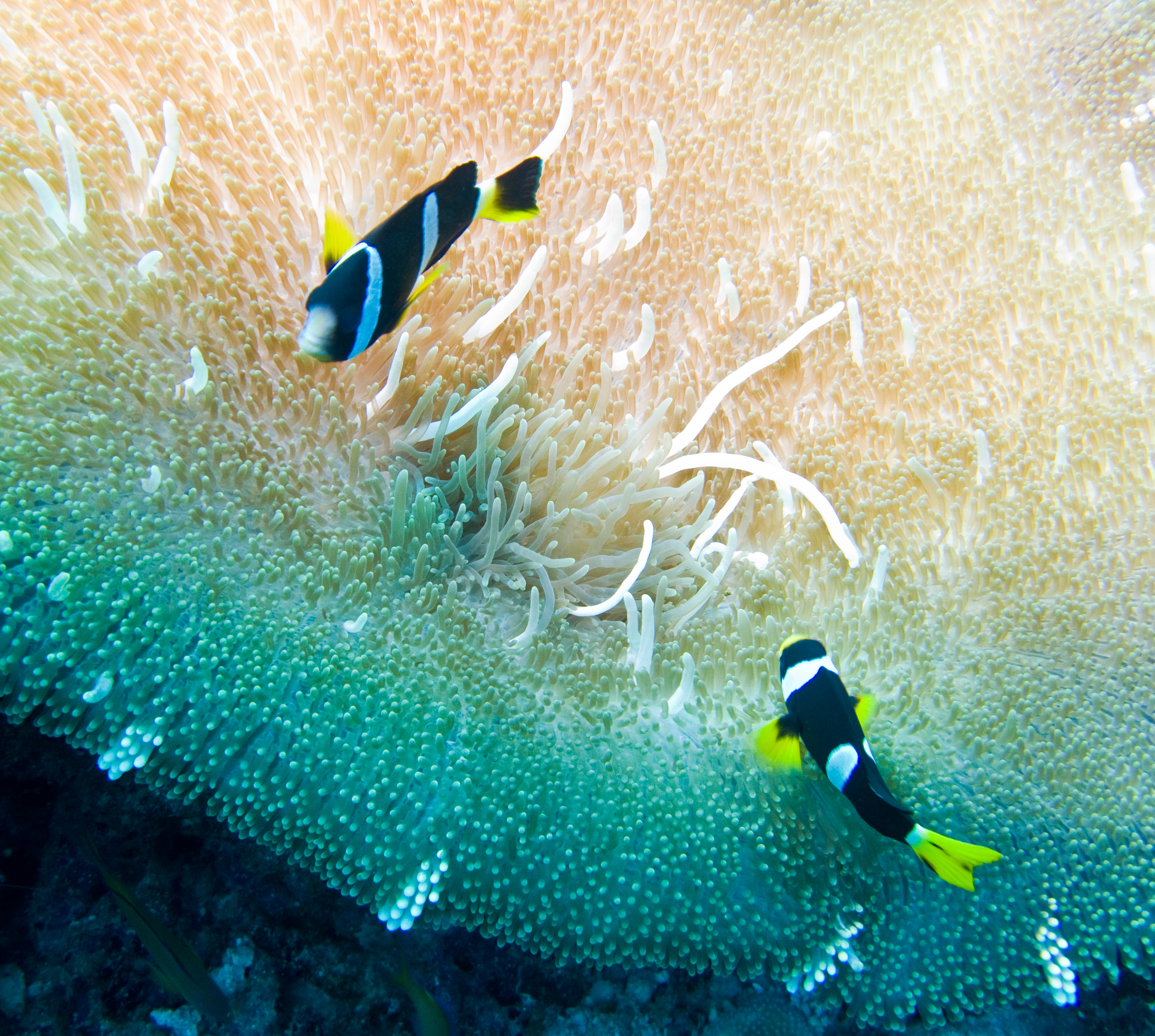
Amphiprion sebae